# Salvator Angelo Spano
Salvator Angelo Spano (Villacidro, 21 agosto 1925 – Villacidro, 30 gennaio 2004) è stato un politico, giornalista e scrittore italiano.

## Biografia
Ha svolto attività politica nel Consiglio comunale di Villacidro (provincia del Sud Sardegna) e nel Consiglio regionale della Sardegna per sei legislature, nelle quali è stato più volte assessore ed infine, nel 1972, presidente.
Ha promosso importanti e popolari iniziative legislative e sociali. Ha fondato, e ne è stato primo presidente, il Consorzio industriale di Villacidro.
Nel 1982 lascia volontariamente la politica attiva per dedicarsi agli studi di Teologia, e nel 1991 viene ordinato Diacono permanente dal vescovo Antonino Orrù.
Giornalista pubblicista, ha scritto in lingua italiana Conosci la Sardegna - Note di storia e di attualità (Nuovo Cammino, Cagliari, 1964); Cercando l'amico - pagine di diario (Ed. Ancilla, Conegliano veneto, 1992).
Numerose le opere teatrali, racconti e poesie in lingua sardo campidanese.
Gli è stato conferito il premio Ozieri per il teatro nel 1977 per la commedia S'arropapaneri ("Il picchia-sederi") (EDES, Sassari, 1978); nel 1981 per il racconto Su parenti americanu ("Il parente americano") (S'alvure, Oristano, 1983); nel 1990 per il racconto Ogu liau ("Malocchio").
Il premio Ozieri per la poesia gli è stato invece conferito nel 1998 per Sa paxi mia ("La pace mia"). Per la prosa, ha ricevuto il primo premio per il racconto Su mauccheddu nel 1982.
Inoltre, nel 1998 e nel 1999, ha vinto il premio Montanaru di Desulo per la prosa, con i racconti Brebeis ("Pecore") e Tzia Antonica ("Zia Antonica").
Nel 1998 ottiene il primo premio di poesia religiosa Cantamus e faeddamus a Deus ("Cantiamo e parliamo a Dio") di Nuoro.
Sempre in lingua sardo campidanese, con testo a fronte in italiano, ha pubblicato Sa vid' 'e Gesu Cristu - sonetti ("La vita di Gesù Cristo") (Ed. Della Torre, Cagliari, 1981); Perd' 'e sali - poesie (ivi, 1987).
Ha pubblicato, inoltre, le raccolte Contus de bidda mia ("Racconti del mio paese") (Ed. Cartabianca, Villacidro, 1995), You capire? (ivi, 1997) e Genti mia - racconti ("Gente mia") (EDES, Sassari, 2003). Insieme a Salvatore Fiori ha pubblicato la raccolta di poesie in lingua italiana Che resta? (Ed. Cartabianca, Villacidro, 1998).
Nei quaderni del Sardinian Pen Club, ha pubblicato la traduzione a quattro mani con il figlio Giovanni Spano dall'inglese al sardo campidanese, con testo a fronte in italiano ed inglese, del poema Gitanjali (EDES, Sassari, 2001) del Premio Nobel indiano Rabindranath Tagore.
All'ultima opera alla quale ha lavorato, con l'amico Gerardo Addari, Pispisendu - poesie in sardo-campidanese ("Sussurrando") (Ed. Fiore, San Gavino M.le, 2004) pubblicata qualche settimana dopo la sua morte, si aggiunge il racconto del Passio Sa passioni e sa morti de Gesu Cristu ("Passione e morte di Gesù Cristo"), pubblicazione postuma.